# الثقافة في مصر

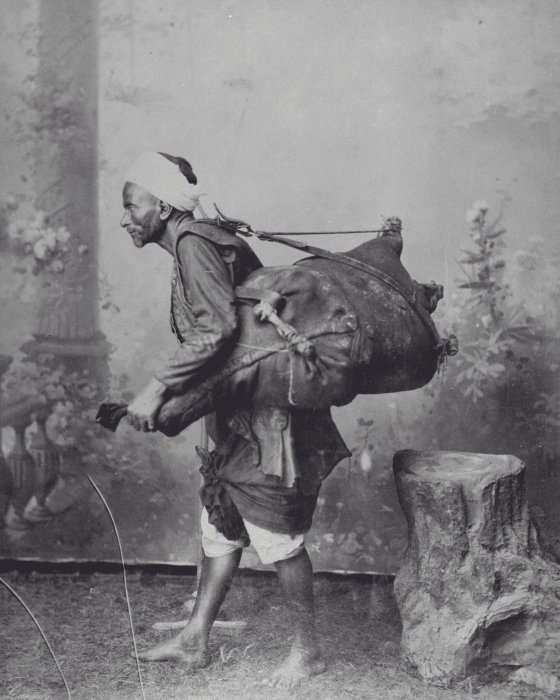
سقاء مصري نهاية القرن التاسع عشر

تمتلك مصر ثقافة عمرها آلاف السنين من التاريخ المسجل. كانت مصر القديمة من أوائل الحضارات في الشرق الأوسط وأفريقيا. ولآلاف السنين حافظت مصر على ثقافة فريدة من نوعها ومعقدة ومستقرة والتي أثرت على الثقافات اللاحقة في أوروبا. بعد الحقبة الفرعونية أصبحت مصر نفسها تحت تأثير الحضارة الهلنستية لفترة من الزمن ثم في وقت لاحق تأثرت بالثقافة المسيحية.

## اللغات

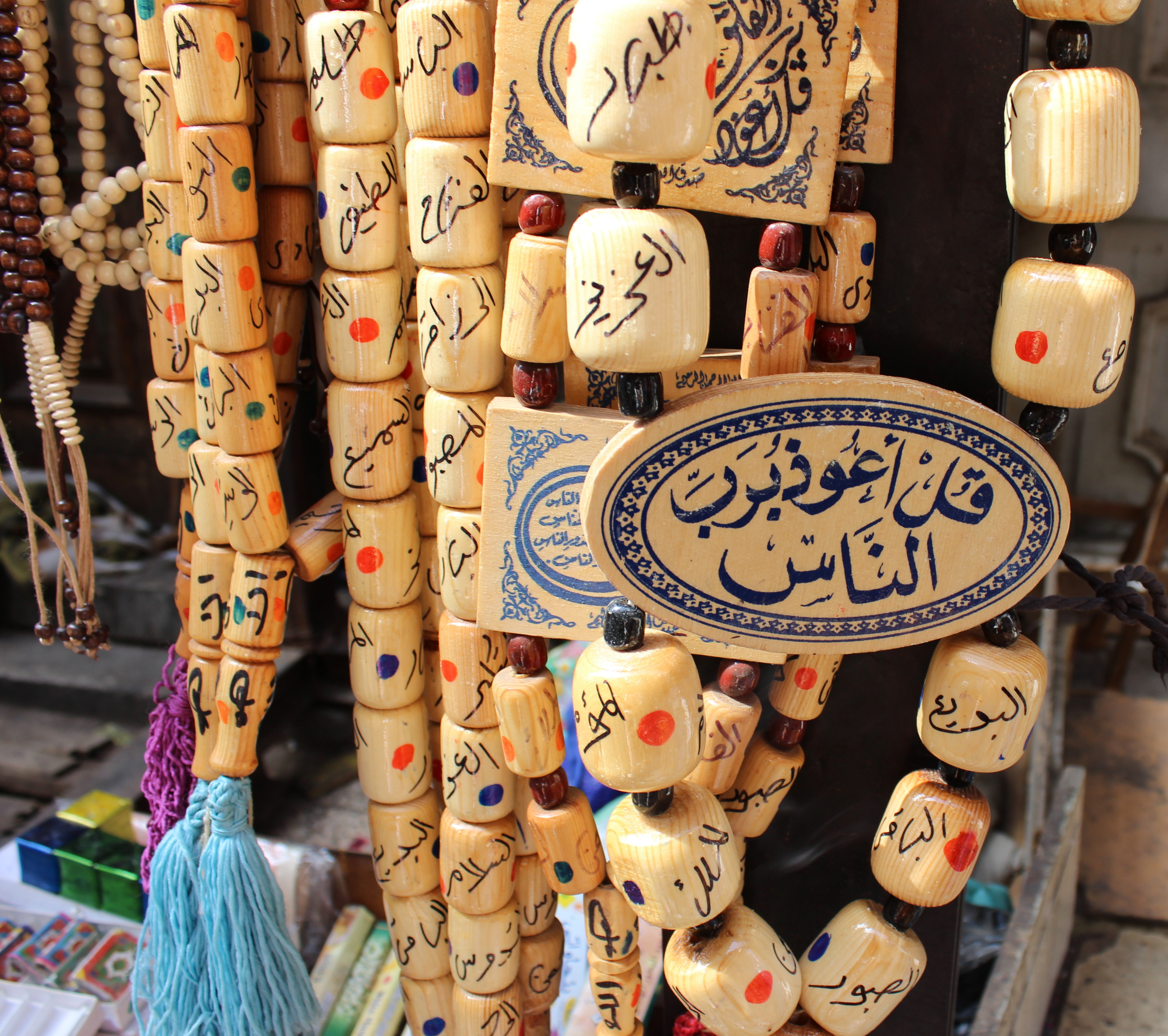
شهد الخط العربي عصره الذهبي في القاهرة. (هدايا مدون عليها بالخط العربى في شارع المعز).

اللغة العربية هي اللغة الرسمية لمصر وقد جاءت إلى مصر في القرن السابع الميلادى  وأصبحت اللهجة المصرية اليوم هي الخطاب الحديث للبلاد. من بين أصناف كثيرة من اللغة العربية تعد اللهجة المصرية هي اللهجة الأكثر انتشارًا نظرًا لتأثير السينما والإعلام المصريين في جميع أنحاء العالم العربي. كان لمكانة مصر في قلب العالم العربي تأثير عكسي حيث تبنت العديد من الكلمات والعبارات والأمثال من المناطق المجاورة الناطقة باللغة العربية مثل منطقة المغرب والشرق. أدرجت اليوم اللهجة المصرية اليومية العديد من الكلمات الفرنسية والإيطالية واليونانية والتركية والأرمنية والإنجليزية إلى قاموسها، وكذلك حفظت عدة كلمات أخرى من لغاتها القديمة مثل القبطية والديموتية.

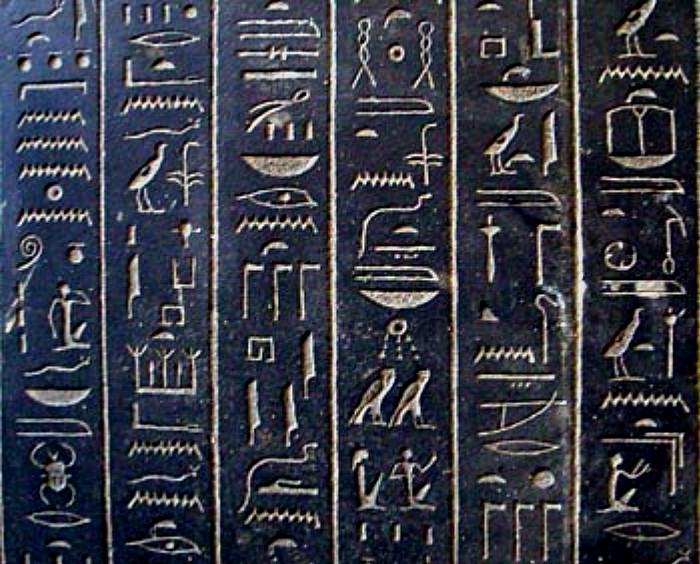
كتابة باللغة الهيروغليفية على تابوت في طيبة حوالي 530 قبل الميلاد.

كانت اللغة المصرية التي شكلت فرعا منفصلا بين عائلة اللغات الأفرو آسيوية من بين أولى اللغات المكتوبة الأولى وهي معروفة من النقوش الهيروغليفية المحفوظة على الآثار وأوراق البردي. اللغة القبطية وهي المرحلة الأخيرة من اللغة المصرية هي اليوم اللغة المقدسة للكنيسة القبطية الأرثوذكسية.
كانت لهجة «كونى» هي اللهجة المعتمدة للمصريين من اللغة اليونانية مهمة في الإسكندرية الهلنستية، واستخدمت في الفلسفة ودرسها لاحقًا علماء اللغة العربية.
يوجد في وادي النيل حول كوم أمبو وأسوان، حوالي 300000 ناطق باللغات النوبية معظمهم من النوبيين. ويتم استخدام نوع من اللغات الأمازيغية وهي تاسيويت ويتحدث بها حوالي 20,000 في جميع أنحاء واحة سيوة. وتشمل الأقليات الأخرى ما يقرب من 60,000 من الناطقين باللغة اليونانية في الإسكندرية والقاهرة، وكذلك ما يقرب من 10,000 من المتحدثين بالأرمينية.

## الأدب

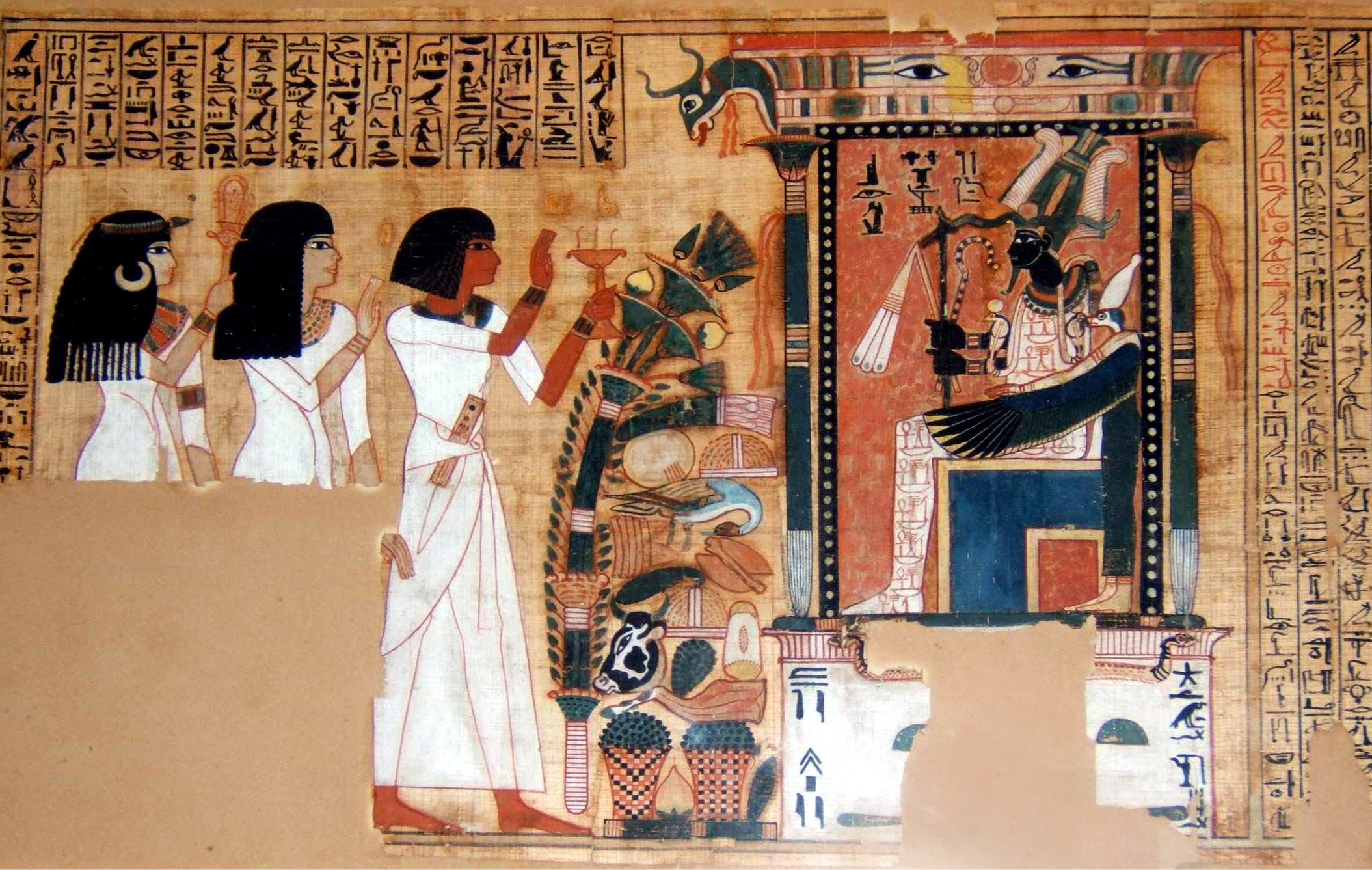
مخطوطة من كتاب موتى 1300 قبل الميلاد.

اعتقد الكثير من المصريين أنه عندما يتعلق الأمر بموت فرعونهم سيتعين عليهم دفن الفرعون في عمق الهرم. يعود تاريخ الأدب المصري القديم إلى المملكة القديمة، في الألفية الثالثة قبل الميلاد. ومن المعروف أن أفضل المؤلفات الدينية الباقية هي النصوص الجنائزية. ويعتبر أقدم أدب مصري موجود هي نصوص الأهرم. الأساطير والطقوس المنحوتة حول مقابر الحكام. يتضمن الأدب الدنيوى لمصر القديمة نصوص الحكمة وأشكال التعليم الفلسفي. من تعاليم بتاح حتب على سبيل المثال مخطوطات الفلسفة الأخلاقية (منتصف الألف الثاني قبل الميلاد)، وكان يحتفل بهذا الأدب والتبجيل في عصر الدولة الحديثة (إلى نهاية الألفية الثانية). بمرور الوقت أصبحت نصوص الأهرم نصوص التوابيت (ربما بعد نهاية الدولة القديمة) وأخيراً أنتج الأدب الجنائزي كتاب الموتى خلال عصر الدولة الحديثة.
كانت المملكة الوسطى تمثل العصر الذهبي للأدب المصري. بعض النصوص البارزة تشمل قصة نفرتيتي وتعليمات أمنمحات الأول، وحكاية سينوهي وقصة بحار غرقى السفن وقصة الفلاح الفصيح. أصبحت التعاليم أو النصائح نوعًا أدبيًا شائعًا في المملكة الحديثة وتأخذ شكل نصيحة حول السلوك المناسب. تعتبر قصة وينامون وتعليمات أني من الأمثلة المعروفة في هذه الفترة.
خلال الفترة اليونانية الرومانية (332 ق.م. - 639 م)، تم ترجمة الأدب المصري إلى لغات أخرى وأدمج الأدب اليوناني الروماني مع الفن الأصلي في أسلوب جديد للكتابة. من هذه الفترة يأتي حجر رشيد الذي أصبح المفتاح لفتح أسرار الكتابة المصرية إلى العلوم الحديثة. كانت مدينة الإسكندرية العظيمة الشهيرة تحتوى على مكتبة بداخلها كتب مكتوبة بخط اليد عددها يقارب من نصف مليون كتاب خلال القرن الثالث قبل الميلاد. أنتج مركز التعلم بالإسكندرية أيضًا الترجمة اليونانية للكتاب المقدس العبري والسبعونية.
خلال القرون القليلة الأولى من العصر المسيحي كانت مصر المصدر الأساسي لكثير من الأدب الزاهد باللغة القبطية. قامت الأديرة المصرية بترجمة العديد من الكلمات اليونانية والسريانية وهي الآن موجودة فقط في اللغة القبطية. في ظل الإسلام واصلت مصر سعيها نحو أن تكون المصدر الكبير للأدب في اللغة العربية. في عام 970 تأسست جامعة الأزهر في القاهرة والتي لا تزال حتى يومنا هذا أهم مركز تعليم الإسلامي السني. في مصر في القرن الثاني عشر أنتج العالم اليهودي التلمودي موسى بن ميمون أهم أعماله.
في الأزمنة المعاصرة كان الروائيون والشعراء المصريون من أوائل من قاموا بتجربة الأساليب الحديثة في أدب اللغة العربية وتم تقليد الأشكال التي طوروها على نطاق واسع. نُشرت أول رواية مصرية حديثة زينب" للمخرج محمد حسين هيكل عام 1913 باالعامية المصرية. كان الروائي المصري نجيب محفوظ أول كاتب باللغة العربية يفوز بجائزة نوبل في الأدب. تتوفر العديد من الكتب والأفلام المصرية في جميع أنحاء الشرق الأوسط. ومن بين الكتاب المصريين البارزين نوال السعداوي المشهورة بأعمالها النسوية ونشاطها، وأليفة رفعت التي تكتب أيضًا عن النساء والتقاليد. يقال إن الشعر العامي هو النوع الأدبي الأكثر شعبية بين المصريين ويمثله بشكل كبير بيرم التونسي وأحمد فؤاد نجم (الفاجومي) وصلاح جاهين وعبد الرحمن الأبنودي.

## الدين

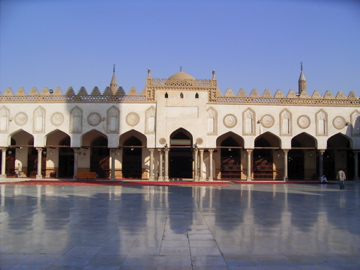
أسس الجامع الأزهر عام 970 ميلادي على يد الفاطميين كأول جامعة إسلامية في مصر.

حوالي 75 ٪ من سكان مصر من المسلمين ذات الأغلبية السنية. حوالي 22 ٪ من السكان مسيحيون أقباط. الأديان الأخرى وغيرها من أشكال المسيحية تشكل الثلاثة في المئة المتبقية. يرى الإسلام السني أن مصر جزء مهم في الدين الإسلامى ليس فقط بسبب الآيات القرآنية التي تذكر مصر ولكن أيضًا بسبب جامعة الأزهر وهي واحدة من أقدم جامعات العالم وأطولها أداءً. حيث تم إنشاؤها كمدرسة للتعليم الدينى. [بحاجة لمصدر]

## الفن المصري

### الفن المصري في العصور القديمة
كان المصريون من أوائل الحضارات الكبرى التي صنفت عناصر التصميم في الفن. اتبعت اللوحة الجدارية المصنوعة في خدمة الفراعنة مدونة صارمة للقواعد والمعاني المرئية. يتميز الفن المصري المبكر بعدم وجود الرسم المنظوري مما نتج عنه فضاء مسطح على ما يبدو. كان هؤلاء الفنانون يميلون إلى إنشاء صور بناءً على ما عرفوه وليس بناءً على ما رأوه. الكائنات في هذه الأعمال الفنية عمومًا لا تقل في الحجم لأنها تزداد في المسافة ولا يوجد سوى القليل من التظليل للإشارة إلى العمق. في بعض الأحيان تتم الإشارة إلى المسافة من خلال استخدام المساحة المتدرجة حيث يتم رسم المزيد من الكائنات البعيدة أعلى الكائنات القريبة ولكن بنفس المقياس وبدون تداخل في النماذج. يتم رسم الأشخاص والكائنات دائمًا تقريبًا في ملف التعريف.
حققت اللوحة ارتفاعًا كبيرًا في المملكة المصرية الحديثة في عهد تحتمس الرابع وأمنحتب الثالث.
كان لدى الفنانين المصريين الأوائل نظام للحفاظ على الأبعاد في العمل الفني. استخدموا نظام الشبكة الذي سمح لهم بإنشاء نسخة أصغر من العمل الفني ثم رفع مستوى التصميم بناءً على التمثيل النسبي في شبكة أكبر.

### الفن المصري في العصر الحديث
يمكن أن يكون الفن المصري الحديث والمعاصر متنوعًا مثل أي أعمال في المشهد الفني العالمي. بعض الأسماء المشهورة تشمل محمود مختار، عبد الهادي الجزار، فاروق حسني، جازية سري، كمال أمين، حسين الجبالي، سوسن عامر وغيرها الكثير.[بحاجة لمصدر] اتخذ العديد من الفنانين في مصر وسائل الإعلام الحديثة مثل الفن الرقمي، وكان هذا موضوع العديد من المعارض في القاهرة في الآونة الأخيرة. كان هناك أيضًا ميل إلى استخدام شبكة الويب العالمية كمنفذ بديل للفنانين، وهناك مجتمع إنترنت قوي يركز على الفن على مجموعات وجدت أصولًا في مصر.

## العلوم
شملت المساهمات الثقافية في مصر أعمالا عظيمة في العلوم والفنون والرياضيات، والتي تعود إلى العصور القديمة وحتى العصر الحديث.

### إمحوتب
يعتبر المهندس الأول والمهندس المعماري والطبيب الأول في في التاريخ إمحوتب هو من صمم هرم زوسر في سقارة في مصر حول 2630 - 2611 قبل الميلاد، وربما يكون أول من استخدام الأعمدة في العمارة. يرجع إليه المؤرخ المصري مانيتون اختراع مبنى مكسو الحجارة في عهد زوسر على الرغم من أنه لم يكن أول من بنى بالحجر. يُعتقد أن إمحوتب أيضًا هو من أسس الطب المصري وهو مؤلف أول مخطوطة طبية معروفة في العالم وهي بردية إدوين سميث.

### البطالمة والرومان في مصر
مر طريق الحرير مباشرة عبر الإسكندرية القديمة. أيضا كانت مكتبة الإسكندرية الملكية أكبر مكتبة في العالم. يُفترض عادةً أنه تم تأسيسها في بداية القرن الثالث قبل الميلاد في عهد بطليموس الثاني في مصر بعد أن أنشأها والده كمعبد أو متحف. تشير التقديرات إلى أن المكتبة قد خُزنت في ذروتها من 400000 إلى 700000 مخطوطة.
أحد الأسباب التي أدت أننا لا تعرف سوى القليل عن المكتبة هو أنها ضاعت بعد قرون من إنشائها. كل ما تبقى منها عدد من المجلدات وهي عناوين محيرة تلمح إلى التاريخ المفقود بسبب تدمير المبنى. أحداث قليلة في التاريخ القديم مثيرة للجدل مثل تدمير المكتبة حيث أن السجل التاريخي متناقض وغير مكتمل. وقد نسب بعض الكتاب والمؤرخين تدميرها إلى يوليوس قيصر أو أوغسطس قيصر أو المتعصبين الكاثوليك. أصبحت مكتبة الإسكندرية رمزا للمعرفة نفسها ومن دمرها تم تصويرهم على أنهم برابرة همجيين وغالبًا ما يكون ذلك لأسباب سياسية بحتة.
تم افتتاح مكتبة الإسكندرية الجديدة في عام 2003 بالقرب من موقع المكتبة القديمة.
تعتبر منارة الإسكندرية واحدة من عجائب الدنيا السبع في العالم القديم التي صممها سوستراتوس والتي بنيت في عهد بطليموس الأول وكانت تعتبر من معالم المدينة.

#### الرياضيات والتكنولوجيا
كانت الإسكندرية كونها مركز العالم الهلينستى فقد أنتجت عدد كبير من علماء الرياضيات وعلماء الفلك وعلماء مثل ستيسيبيوس وببس الرومي، وديوفانتوس الإسكندري. كما اجتذبت العلماء من جميع أنحاء البحر الأبيض المتوسط مثل إراتوستينس من شحات.

#### بطليموس
.كلوديوس بطليموس (أو بَطْلُمْيوس) (باليونانية: Κλαύδιος Πτολεμαῖος) (حوالي 100م – حوالي  170) هو رياضي وعالم فلك وجغرافيّ ومنجم وشاعر إبيجرامافي الأنثولوجيا الإغريقية.[2][3] من أهل القرن الثاني للميلاد. وُلِد نحو سنة 87 م وتوفّي قُرْب الإِسْكَندريّة نحو 150 م. وهو وصاحِب كتاب المَجَسْطي. يقوم نظامُه الفَلَكيّعلى أَساس أنّ الأَرْضَ ثابِتَة، وأَنَّ الأَفْلاك تَدُور حَوْلَها.[4]
بطليموس هو مؤلف العديد من الأطروحات العلمية، كان لإثنان منها لهما تأثير كبير على العلوم الغربية والشرقية وذلك عن طريق كتبه العديدة والمتنوعة المجالات.  أولهما هو كتاب المجسطي والآخر هو كتاب الجغرافية ويعد هذا الأخير  تجميعا للمعرفة الجغرافية للعالم اليوناني الروماني. يعد عمل بطليموس إستمرارية لتطور طويل في العلوم القديمة يقوم على ملاحظة النجوم والأعداد والحساب والقياس.  

### مصر الحديثة

#### احمد زويل
أحمد زويل (من مواليد 26 فبراير 1946) هو كيميائي مصري فاز بجائزة نوبل في الكيمياء عام 1999 عن اختراعه في مجال كيمياء الفيمتو. ولد في دمنهور على بعد كيلومتر جنوب شرق الإسكندرية) ونشأ في دسوق، انتقل إلى الولايات المتحدة لإكمال درجة الدكتوراه في جامعة بنسلفانيا. حصل على تعيين في هيئة تدريس معهد كاليفورنيا للتقنية في عام 1976 حيث بقي منذ ذلك الحين.
كان زويل رائدا في كيمياء الفيمتو. طور طريقة باستخدام تقنية الليزر السريعة (التي تتكون من ومضات الليزر الفائقة القصر) والتي تتيح وصف ردود الفعل على المستوى الذري. يمكن أن ينظر إليه كشكل متطور للغاية من التصوير الفوتوغرافي.
في عام 1999 أصبحت زويل المصري الثالث الذي يحصل على جائزة نوبل بعد محمد أنور السادات (1978 في السلام) ونجيب محفوظ (1988 في الأدب). في عام 1999، حصل على أعلى وسام شرف في مصر وهو قلادة النيل العظمى.

#### علم الآثار المصرية
في العصر الحديث، أصبح علم الآثار ودراسة تراث مصر القديم كمجال لعلم المصريات من أهم المساعي العلمية في البلد نفسه. بدأ الحقل خلال العصور الوسطى، وكان بقيادة الأوروبيين والغربيين في العصر الحديث. بيد أن دراسة علم المصريات قد تم تناولها في العقود الأخيرة من قبل علماء الآثار المصريين مثل زاهي حواس والمجلس الأعلى للآثار الذي يرأسه.
يرجع الفضل جزئياً إلى اكتشاف حجر رشيد، وهو لوح مكتوب بالخط اليوناني القديم المصري والديموقراطي والكتابات الهيروغليفية المصرية، وذلك بسبب التحريك الأخير في دراسة مصر القديمة. اليونانية، وهي لغة معروفة، أعطت اللغويين القدرة على فك رموز اللغة الهيروغليفية المصرية الغامضة. سهّلت القدرة على فك رموز الهيروغليفية ترجمة مئات النصوص والنقوش التي كانت غير قابلة للشفاء سابقًا، مع إعطاء نظرة ثاقبة للثقافة المصرية التي كانت ستفقد على مر العصور. تم اكتشاف الحجر في 15 يوليو 1799 في مدينة ميناء رشيد رشيد، مصر، وهو محتجز في المتحف البريطاني منذ عام 1802.

#### الرياضة

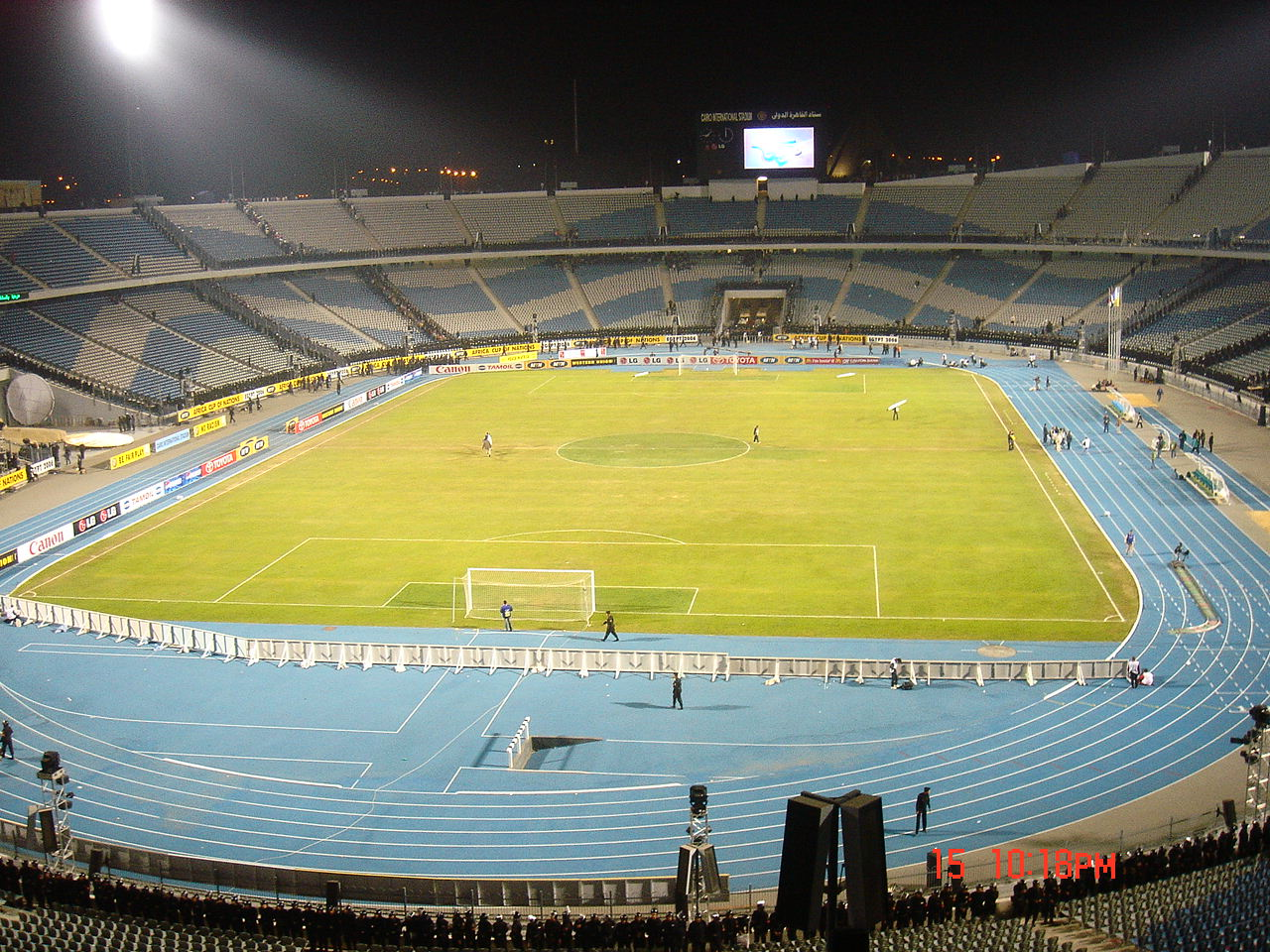
استاد القاهرة الدولي.

كرة القدم هي الرياضة الأكثر شعبية في مصر. تشتهر أندية كرة القدم المصرية وخاصة الأهلي والزمالك في جميع أنحاء قارة إفريقيا وتتمتع بسمعة أبطال هذه الرياضة منذ فترة طويلة على المستوى الإقليمي. ويتمتعون بشعبية حتى بين غير المصريين.
فاز المنتخب المصري لكرة القدم بكأس الأمم الأفريقية سبع مرات مسجلاً رقماً قياسياً جديداً في أفريقيا (السنوات: 1957، 1959، 1986، 1998، 2006، 2008، 2010). كانت مصر أول دولة أفريقية تنضم إلى الاتحاد الدولي لكرة القدم FIFA لكنها لم تصل إلى نهائيات كأس العالم غير 3 مرات في الأعوام 1934 و 1990 و 2018. في بطولة كأس العالم العسكرية فازت مصر باللقب 5 مرات وكانت في المركز الثاني مرتين.
الرياضات الشعبية الأخرى في مصر هي كرة السلة وكرة اليد والاسكواش والتنس. حقق المنتخب المصري لكرة السلة الرقم القياسي لأفضل أداء في كأس العالم لكرة السلة وفي الألعاب الأولمبية الصيفية في الشرق الأوسط وأفريقيا. علاوة على ذلك فاز الفريق بعدد قياسي من 16 ميدالية في بطولة أفريقيا. يُعرف المنتخب المصري للاسكواش دائمًا بمنافساته الشرسة في البطولات العالمية منذ الثلاثينيات وحتى اليوم. أصبحت كرة اليد رياضة شعبية متزايدة بين المصريين أيضًا. منذ أوائل التسعينيات أصبح المنتخب المصري لكرة اليد قوة عالمية متنامية في هذه الرياضة حيث فاز بالبطولات الإقليمية والقارية بالإضافة إلى المركز الرابع عالمياً في عام 2001. وصل فريق الشباب الوطني لكرة اليد إلى المركز الأول في عام 1993 تحت قيادة الكابتن جمال شمس واستضاف البطولة في عام 2010 مسجلاً رقماً قياسياً في عدد الجمهور خاصة المباراة بين مصر والدنمارك في الدور نصف النهائي وكان الملعب ممتلئًا تمامًا.
في الفترة ما بين 1930 و 1940 كانت مصر قوة في رفع الأثقال والملاكمة والمصارعة وفازت بالعديد من الميداليات في الألعاب الأولمبية والعالمية.
يتوفر أيضًا لعبة الهوكي الهوائي في مصر لكن الفرق التي تلعب هذه اللعبة قد لا تتعدى 10 فرق والأكثر شهرة التي تلعب لعبة الهوكي الهوائي هي «نادي الزمالك الرياضي» وأيضًا «نادى النصر الرياضي». شارك فريق الهوكي المصري في العديد من المسابقات العالمية ولكن من غير المرجح أن الفريق لم يفز بأي بطولة.
تتلقى الأندية الرياضية المحلية الدعم المالي من الحكومات المحلية والعديد من الأندية الرياضية مدعومة مالياً وإدارياً من قبل الحكومة.

## وسائل الإعلام

### السينما
ازدهرت السينما المصرية منذ ثلاثينيات القرن العشرين. ونتيجة لذلك أطلق على العاصمة المصرية اسم «هوليود الشرق الأوسط» ، حيث يقام مهرجان القاهرة السينمائي الدولي ذو الشهرة العالمية كل عام. تم تصنيف المهرجان من قبل الاتحاد الدولي لجمعيات منتجي الأفلام على أنه من بين المهرجانات السينمائية الـ 11 الراقية في جميع أنحاء العالم.
تأثر معظم أعمال التلفاز والسينما باللغة العربية باللهجة المصرية، بسبب بساطتها. تعتبر صناعة السينما المصرية هي الأكبر داخل السينما الناطقة بالعربية.

## الموسيقى
الموسيقى المصرية هي مزيج غني من التأثيرات المصرية والغربية الأصلية. في وقت مبكر من عام 4000 قبل الميلاد كان المصريون القدماء يعزفون على القيثارات والفلوت بالإضافة إلى أداتين محليتين: الناي والعود، ومع ذلك، هناك القليل من تدوين الموسيقى المصرية قبل القرن السابع الميلادي عندما أصبحت مصر جزءًا من العالم الإسلامي. أصبحت الآلات الإيقاعية والموسيقى الصوتية مهمة في هذا الوقت وظلت جزءًا مهمًا من الموسيقى المصرية حتى اليوم.
ترجع بدايات الموسيقى المصرية المعاصرة بداياتها في الأعمال الإبداعية لللمغنيين مثل عبده الحامولي وسيد مكاوي ومحمود عثمان الذين رعاهم جميعهم خديوي إسماعيل والذين أثروا في العمل اللاحق لسيد درويش وأم كلثوم ومحمد عبد وهاب وعبد الحليم حافظ وغيرهم من عمالقة الموسيقى المصريين.
منذ سبعينيات القرن العشرين فصاعداً أصبحت موسيقى البوب المصرية ذات أهمية متزايدة في الثقافة المصرية، خاصة بين الشباب الكبير في مصر. الموسيقى الشعبية المصرية تحظى بشعبية أيضًا ويتم عزفها خلال حفلات الزفاف وغيرها من الاحتفالات. في الربع الأخير من القرن العشرين كانت الموسيقى المصرية وسيلة لتوصيل القضايا الاجتماعية والطبقية. أشهر المطربين المصريين هم عمرو دياب وتامر حسني ومحمد منير وعلي الحجار. يعتبر حليم عبد المسيح الضبع هو أحد أشهر ملحني الموسيقى الإلكترونية وهو مصري.
الرقص الشرقي ربما نشأ في مصر واليوم تعتبر البلاد المركز الدولي لهذا الفن.

## المطبخ المصري
يتكون المطبخ المصري من تقاليد الطهي المحلية مثل الفول مدمس والكشري والملوخية . كما أنه يتشابه مع المواد الغذائية الموجودة في جميع أنحاء شرق البحر الأبيض المتوسط مثل الكباب والفلافل.

## الأعياد والاحتفالات
- عيد الفطر
- عيد الأضحى
- المولد النبوي الشريف

## روابط خارجية
- المركز المصري للثقافة والفنون
- «مكتبة الإسكندرية» للمخرج إيلين إن برانديج
- مكتبة الإسكندرية
- موقع أحمد حميد زويل في كالتك
- فن مصر القديمة
- مساهمات مصرية في الفن
- دار الاوبرا المصرية
- مصر لمحة ثقافية
- عرض الفن المصري في اليابان